# Accentus
Der Accentus (Lesestil) ist neben dem Concentus die zweite bedeutende Stilart im Gregorianischen Choral.
Er wird für Lesungen des Evangeliums, im Rahmen des Psalmodierens etc. verwendet. Die sehr schlichten Melodien werden nach vorgegebenen Formeln (Melodiemodellen) für Beginn, Mittelzäsur etc. auf Basis des Textes gebildet, wobei weite Teile auf demselben Ton syllabisch gesungen werden.